# Undernet
Undernet est un des plus grands réseaux IRC (il fait partie du peloton de tête au même titre qu'EFnet, IRCnet, QuakeNet et DALnet).
Depuis 2011, Undernet est le cinquième plus gros réseau IRC surveillé publiquement. Une trentaine de serveurs accueillent en permanence 20 000 utilisateurs.

## Présentation
Il fut mis en place en octobre 1992, au départ expérimentalement pour tester une version modifiée du logiciel de serveur IRC irc2.7, alors créé dans une tentative de consommer moins de bande passante et d'être moins chaotique, car des coupures réseau et des prises de contrôle commençaient à infester EFnet.
UnderNet fut créé à une période où de nombreux petits réseaux IRC se créaient et disparaissaient subitement ; cependant, il géra sa croissance pour devenir un des plus grands réseaux pionniers malgré des querelles internes et des échecs. Il est remarquable par la première utilisation du marquage horaire dans le protocole du serveur IRC comme moyen de lutte contre l'abus.
UnderNet réunit approximativement 25 serveurs connectant plus de 35 pays et servant généralement plus de 20 000 personnes. Le panel des utilisateurs couvre tous les âges, nationalités et intérêts fournissant une grande variété de canaux, ainsi que des volontaires pour aider les nouveaux utilisateurs.
On peut connecter son client IRC à UnderNet via un alias continent, tel que us.UnderNet.org pour les Américains ou eu.UnderNet.org pour les Européens.
Afin de pouvoir enregistrer un canal auprès des services d’Undernet, votre nom d’utilisateur de CService (username) doit être enregistré depuis plus de dix jours et vous devez bénéficier l’appui de dix utilisateurs étant aussi enregistrés.
Parmi les canaux francophones notoires, on peut citer #france, #quebec, #montreal, #maroc, #sexe
X ou W était les superbots qui régissaient tout Undernet. @Copine @MaryBlue aidaient à maintenir certains canaux en paix.